# تنظيم الجلطة

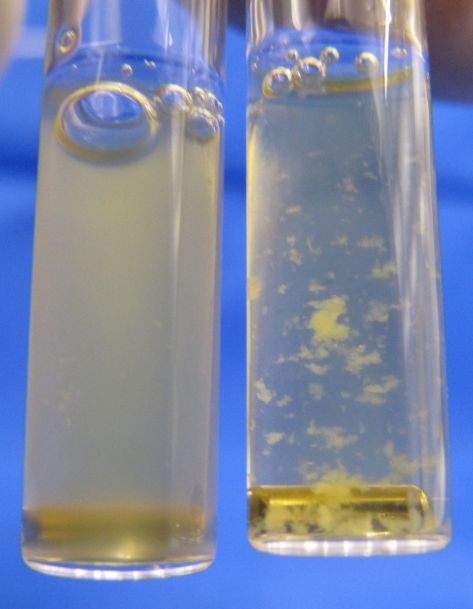
تجمع الصفيحات (الصفائح الدموية). بلازما الدم البشري الغنية بالصفائح الدموية (القارورة اليسرى) عبارة عن سائل عكر. عند إضافة ثنائي فوسفات الأدينوزين ، يتم تنشيط الصفائح الدموية وتبدأ في التراكم ، مكونة رقائق بيضاء (القارورة اليمنى)

تنظيم التجلط الدموي هو سلسلة من الآليات في كيفية تنظيم الجلطة الأولية. وتشمل هذه الآليات، التثبيط التنافسي أو ردود الفعل السلبية. يتضمن الإرقاء الأولي، وهو عملية التصاق الصفائح الدموية ببطانة الأوعية الدموية المصابة. يعد تراكم الصفائح الدموية أمرًا أساسيًا لإصلاح تلف الأوعية الدموية وبدء تكوين خثرة الدم. يعتبر القضاء على الجلطات أيضًا جزءًا من تنظيم الجلطات. قد يؤدي الفشل في تنظيم تجلط الصفائح الدموية إلى حدوث نزيف أو تجلط. هناك مواد تسمى منظمات التخثر تتحكم في كل جزء من هذه الأحداث.

## محرضات الإرقاء الأولية
تتمثل إحدى الوظائف الأساسية لتنظيم الجلطة في التحكم في الإرقاء الأولي، وهو عملية تراكم الصفائح الدموية. تعمل بعض منظمات التخثر على تعزيز تراكم الصفائح الدموية والبعض الآخر يثبط العملية. يلعب تراكم الصفائح الدموية دورًا مهمًا في تكوين الخثرة الناتجة. يجب أن يظل الالتصاق موضعيًا، ولكن يجب أن ينمو تراكم الصفائح الدموية بشكل كبير لتشكيل جلطة في الصفائح الدموية ومنع فقدان الدم. عوامل تراكم الصفائح الدموية هي المنظمات التي تعزز الالتصاق وتحفز الصفائح الدموية على إفراز حبيباتها. لقد ثبت أن الكولاجين، الذي يتعرض بعد إصابة الغطاء البطاني للوعاء، يلعب دور ناهض في التصاق الصفائح الدموية وتنشيطها. يحفز ارتباط الصفائح الدموية بالكولاجين تحت البطاني إفراز أدينوسين ثنائي الفوسفات، وثرومبوكسان A2، والسيروتونين الموجود في حبيبات الصفائح الدموية.
يوسط التجميع المعتمد على الأدينوسين ثنائي الفوسفات بواسطة مستقبلين: البيورينرجيك P2Y1، إلى جانب Gαq، يتوسط الشكل في بنية الصفائح الدموية ويطلق عملية التجميع. يحتوي ثرومبوكسان A2 على ردود فعل إيجابية في تنشيط الصفائح الدموية. ينتج عن طريق أكسجة حمض الأراكيدونيك بواسطة إنزيمين: إنزيم سيكلوكسجيناز وسينثاز ثرومبوكسان A2. تتوسط تأثيرات الثرموبوكسان A2 عن طريق مستقبلات البروتين G، والأنواع الفرعية TPα وTPβ. يتوسط كلا المستقبلين تحفيز فسفوليباز C مما يؤدي إلى زيادة المستويات داخل الخلايا من إينوزيتول ثلاثي الفوسفات وثنائي الغليسريد. يتسبب إينوزيتول ثلاثي الفوسفات في زيادة تركيز الكالسيوم وإطلاق ثنائي الغليسريد ينشط كيناز البروتين C. يحفز TPα مستويات أحادي فوسفات الأدينوسين الحلقي بينما يثبط TPβ مستوى أحادي فوسفات الأدينوسين الحلقي داخل الخلايا. السيروتونين، 5- هيدروكسي تريبتامين، هو أمين مركب في القناة الهضمية ويطلق في مجرى الدم بعد تنشيط الخلايا العصبية قبل المشبكية أو تحفيز الخلايا المعوية. في وقت لاحق، يعزل بواسطة الصفائح الدموية باستخدام نواقل السيروتونين الحساسة لمضادات الاكتئاب وفي حبيبات الصفائح الدموية بواسطة ناقل أحادي الأمين الحويصلي. بعد الإفراز، يزيد 5- هيدروكسي تريبتامين من تأثيرات العوامل المسببة للتخثر من خلال ارتباطه بمستقبلات السيروتونين.

## مثبطات الإرقاء الأولية
تنظيم التخثر مسؤول أيضًا عن تنظيم عملية التخلص من الجلطة، والتي تسمى تثبيط الإرقاء الأولي. هذه المثبطات هي مواد تمنع تكون الجلطة عن طريق منع التصاق الصفائح الدموية. يعد تثبيط الصفائح الدموية أمرًا مهمًا لمنع نوبات الجلطة أو تكوين جلطة دموية وبالتالي منع النوبات القلبية والسكتات الدماغية. بعض مثبطات الإرقاء الأولية هي أحادي فوسفات الأدينوسين الحلقي، وبروستاسيكلين، وبروستاغلاندين E1، وكيستيرن. أحادي فوسفات الأدينوسين الحلقي، بروتين كيناز ألفا. تشتمل عناصر الإشارة هذه على مستقبلات ثرموبوكسان A2، ومستقبلات من النوع ألفا، ومستقبلات فسفوليباز Cβ3 ، ومستقبلات الإينوزيتول ثلاثي الفوسفات. تعتبر الإشارات في الصفائح الدموية حساسة للغاية في مستويات أحادي فوسفات الأدينوسين الحلقي. يحفز أكسيد النيتريك إنتاج أحادي فوسفات الأدينوسين الحلقي وبالتالي بروتين كيناز التنشيط المعتمد على أحادي فوسفات الأدينوسين الحلقي . يمنع هذا الكيناز إشارات إينوزيتول 5,4,1 ثلاثي الفوسفات وتعبئة الكالسيوم داخل الخلية من أجل الثرموبوكسان A2. يرتبط بروستاجلاندين 12، بروستاسيكلين، بمستقبلات البروستاسيكلين التي تحفز تكوين أحادي فوسفات الأدينوسين الحلقي. توسط هذه العملية عن طريق بروتين GTP-ملزم Gs ومحلقة الأدينيلات. يرتبط بروستاغلاندين E1 بمستقبلات البروستاسيكلين. ترتبط مستقبلات البروستاسيكلين بالحوامل الأيونية التي تحفز إفراز أدينوسين ثنائي الفوسفات والسيروتونين. يمنع بروستاغلاندين E1 إفراز العوامل التي تحفز تراكم الصفائح الدموية عن طريق التثبيط التنافسي. كيسترين هو مثبط بروتيني لتراكم الصفائح الدموية. إنه ينتمي إلى عائلة متجانسة من مضادات البروتين السكريبروتين 2ب/3أ. لدى كيسترين موقع التصاق يرتبط بالبروتين السكري 2ب/3أ.